# 李希增
李希增（1797年—19世纪1843年后），又作李希曾，字肩吾，号芋村、芋邨，内务府汉军正白旗人。清朝官员，进士出身。

## 生平
道光二年（1822年）壬午恩科殿试金榜进士，即用知县，分发陕西，补授保安县知县，调补商南县知县。道光六年，调补喀喇沙尔委办粮台保奏，升补留坝厅同知。盘查事竣，奉旨赏加知府衔。旋因回避，对调孝义厅同知。道光十六年（1836年），调补乾州直隶州知州。二十二年（1842年），奏升兴安府知府，十月引见，奉旨准其升补，即于十二月至任。道光二十三年（1843年）三月二十五日，陝西巡撫李星沅会同陕甘总督富呢扬阿上奏，以李希曾调补西安府知府，道光帝批准。护理陕西凤邠道。
在陕西永寿县知县任上，事迹载光绪版《永寿县重修新志：名宦》卷六：“李希曾，号芋村，汉军进士。新疆用兵，吉林军沿途骚扰，永民不堪其苦。公代民支差，毫不惮烦。民赖以安焉”。在乾州 (乾宁)直隶州知州任上，道光十六年（1836），建刘猛将军庙并作碑记，“旋调乾州，创修刘猛将军府，一砖一木，未尝取民。后迁西安知府”（载《乾县新志：循良传》）。

## 家庭
- 父李恩繹，嘉慶十三年（1808）戊辰二甲進士。母常氏。
- 妻蒋氏。其父嘉慶乙丑科進士蔣策，胞叔乾隆癸丑科進士蔣第；胞姊蒋氏继配嫁嘉慶十八年（1813）科舉人張鍈，其子同治二年（1863年）進士第三名探花文襄公張之洞。
- 子翰林李祜、李祉，李祓（字禊園）。
- 子李祝（字堯峰），孙女李氏嫁鑲藍旗蒙古扎嚕特氏敬勝（父奎榮，子光緒辛卯科舉人椿齡）。子李祁（字悌郊），孙女李佳氏嫁镶蓝旗宗室毓鏜（父宗室溥徵，祖父奉恩輔國公載岱）。
- 女李氏，嫁内务府正黄旗汉军、安徽鳳陽府知府邱氏裕恭（父嘉慶十九年進士雲麟）。雲麟家族与李希增家族均与正蓝旗汉军进士胡俊章系姻亲。